# Krevní plazma

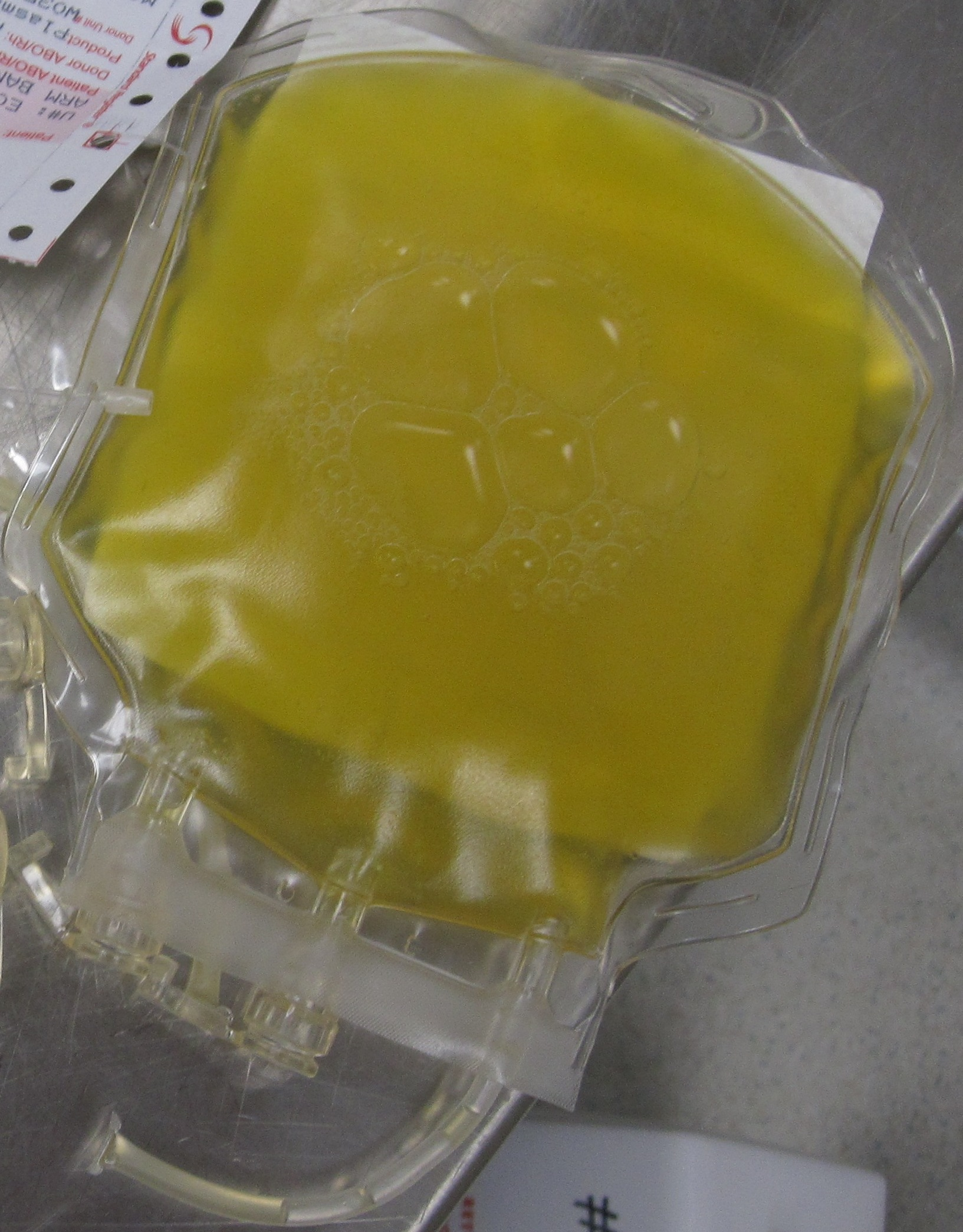
čerstvě odebraná lidská krevní plazma

Krevní plazma je tekutá složka krve, její nejobjemnější část. Krevní plazma má jantarově nažloutlou barvu. V těle zdravého člověka je zhruba 3–3,5 litrů krevní plazmy, tj. přibližně 5 % tělesné hmotnosti.
Plazma je tvořena z většiny vodou, konkrétně 90 % , tvoří organické látky (7 % plazmatické bílkoviny, 2 % hormony, enzymy, vitamíny, minerální látky, glukóza, atd.) a anorganické soli (0,9 %, fyziologický roztok).
Plazma slouží jako médium pro přenos cukrů, lipidů, hormonů, metabolických produktů, v omezené míře i kyslíku a oxidu uhličitého. (Schopnost plazmy přenášet kyslík je však mnohem nižší než u hemoglobinu obsaženého v červených krvinkách.)
Krevní plazma je významným regulátorem acidobazické a osmotické rovnováhy.
Plazma také obsahuje a přenáší látky podporující srážení krve a její obsah proteinů je důležitý pro zachování osmotického tlaku. Při poklesu obsahu bílkovin v plazmě (např. při těžké podvýživě) se z krevního řečiště do tkání dostává příliš mnoho tekutiny a důsledkem jsou otoky.
Odběr krevní plazmy se nazývá plazmaferéza. Používají se dva druhy plazmaferézy. První je membránová, která využívá princip různé velikosti molekul krve a průtoku skrze mikroporézní membránu. Druhou možností je centrifugační plazmaferéza, kdy je za pomoci odstředivé síly oddělena krev a plazma (krev má vyšší hustotu než plazma).

## Složení
Krevní plazma se skládá z vody (93 %) a z rozpuštěných látek. Ty můžeme dělit na organické (6 %) a anorganické (1 %).

## Funkce

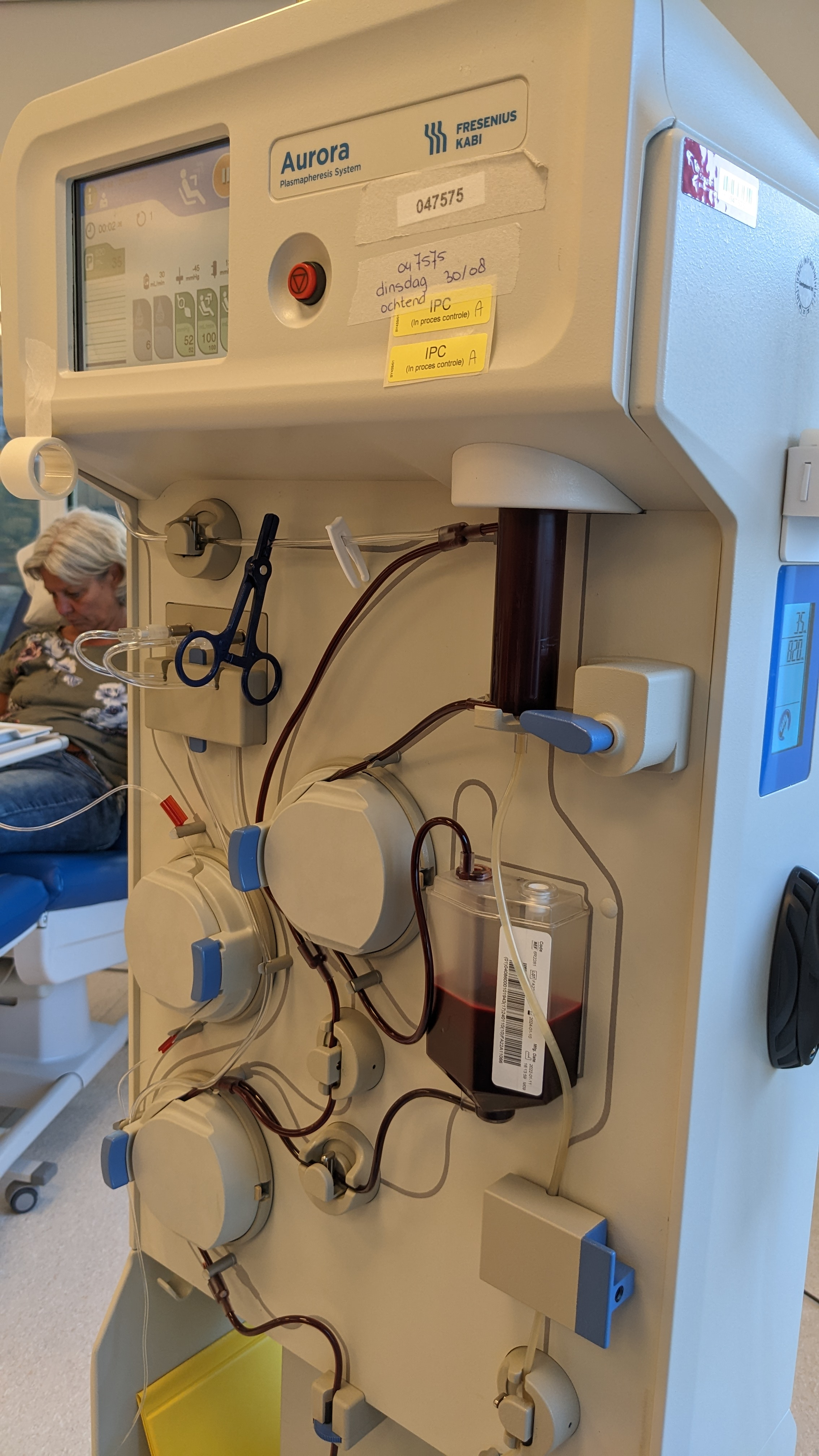
Separátor užívaný při plazmaferéze

- Udržování objemu plazmy;
- transportní funkce;
- udržování izohydrie;
- nutriční význam;
- proteolytické systémy;
- plazmatické inhibitory proteáz;
- obrana organismu proti infekci.